# 珍利亞農場研究園區
珍利亞農場研究園區（Janelia Farm Research Campus，縮寫 JFRC），簡稱珍利亞農場（Janelia Farm），是霍華·休斯醫學研究所在2006年10月建立的神經科學研究機構，位於美國維吉尼亞州勞登縣的阿什本，鄰近華盛頓哥倫比亞特區。該機構以其學術研究活動聞名。現任執行總監為兼任霍華·休斯醫學研究所副總裁的神經生物學家杰拉尔德·鲁宾（Gerald M. Rubin）

## 社区参与
通过发放奖学金和丰富的中学科学课程的工作，霍華·休斯醫學研究所（HHMI）与劳登县公立学校系统建立合作伙伴关系。

## 外部連結
- Janelia Farm Research Campus官方網站 （页面存档备份，存于）